# Sieraków (gmina)
Pour les articles homonymes, voir Sieraków.
Sieraków est une gmina mixte du powiat de Międzychód, Grande-Pologne, dans le centre-ouest de la Pologne. Son siège est la ville de Sieraków, qui se situe environ 16 km à l'est de Międzychód et 62 km au nord-ouest de la capitale régionale Poznań.
La gmina couvre une superficie de 203,31 km2 pour une population de 8 649 habitants.

## Géographie

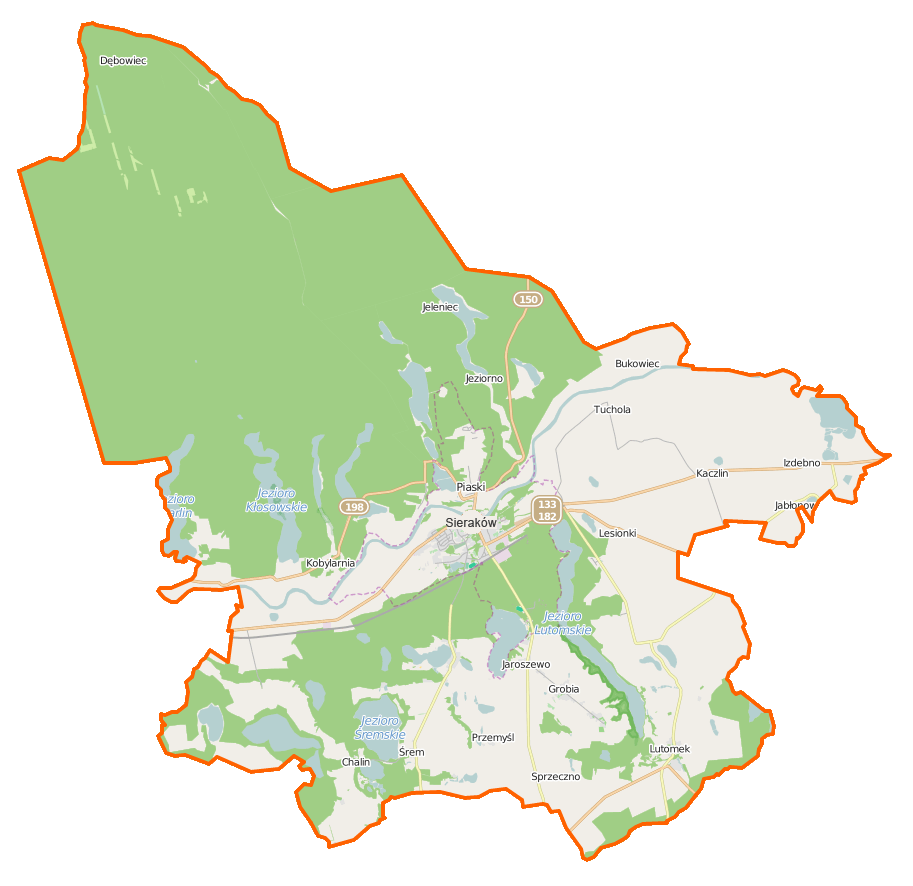
Plan de la gmina.

Outre la ville de Sieraków, la gmina inclut les villages de:
- Bucharzewo
- Chalin
- Chorzępowo
- Góra
- Grobia
- Izdebno
- Jabłonowo
- Kaczlin
- Kłosowice
- Lutom
- Lutomek
- Ławica
- Marianowo
- Przemyśl
- Tuchola

### Gminy voisines
La gmina de Sieraków est bordée des gminy de:
- Chrzypsko Wielkie
- Drawsko
- Drezdenko
- Kwilcz
- Międzychód
- Wronki

## Structure du terrain
D'après les données de 2002, la superficie de la commune de Sieraków est de 203,31 km², répartis comme tel :
- terres agricoles : 29%
- forêts : 57%

La commune représente 27,6% de la superficie du powiat.

## Démographie
Données du 31 décembre 2009 :
| description        | Total  | Total | Femmes | Femmes | Hommes | Hommes |
| ------------------ | ------ | ----- | ------ | ------ | ------ | ------ |
| Unité              | Nombre | %     | Nombre | %      | Nombre | %      |
| population         | 8 763  | 100   | 4 451  | 50,8   | 4 312  | 49,2   |
| Densité (hab./km²) | 43,1   | 43,1  | 21,9   | 21,9   | 21,2   | 21,2   |